# RuPauls dragrace
RuPauls dragrace är en amerikansk dokusåpa som produceras för kanalen VH1, före detta Logo TV av produktionsbolaget World of Wonder. Programmet leds av RuPaul, som har rollen som värdinna, mentor, domare och inspirationskälla, i sin jakt efter "Amerikas nästa dragsuperstjärna." I Sverige sänds TV-programmet av Kanal 11 och på OUTTV.

## Bakgrund
Tävlingen fick grönt ljus i maj 2008, enligt en pressrelease av MTV Networks. Den hade sedan urpremiär i USA på kanalen Logo TV den 2 februari 2009. Den 20 mars 2015 bekräftades det via Rupauls dragraces Facebooksida att serien skulle fortsätta med en åttonde säsong.

## Kvalifikationer
Ansökningar till kommande säsonger presenteras på nätet, där de som önskar tävla uppmanas att skicka in en audition-film. För att få medverka i programmet måste man vara minst 21 år gammal under inspelningen. Under de tidiga säsongerna var antagningsprocessen mer restriktiv än under de senare säsongerna och rollen transpersoner hade inom dragkulturen förvanskades. Carmen Carrera, som tävlade i säsong 3 tillkännagav att hon påbörjat processen att korrigera sitt kön under ett avsnitt av ABC:s Primetime: What Would You Do? Kenya Michaels från säsong 4 offentliggjorde sin övergångsprocess via Facebook och Twitter. Sedan dess har flera andra transpersoner deltagit som tävlande. Den första deltagande som var öppen med att ha påbörjat en könskorrigering innan att ha blivit antagen till att delta var Peppermint från säsong 9. Den första transpersonen att vinna sin säsong var Angele Anang som vann andra säsongen av Drag Race Thailand och den första transpersonen att vinna en amerikansk säsong var Sasha Colby som vann säsong 15.

### Domare
| Jurymedlem      | Säsong    | Säsong    | Säsong       | Säsong       | Säsong    | Säsong    | Säsong       | Säsong       | Säsong       | Säsong       | Säsong       | Säsong       | Säsong       | Säsong       | Säsong       | Säsong       | Säsong       | Säsong       |
| Jurymedlem      | 1         | 2         | 3            | 4            | 5         | 6         | 7            | 8            | 9            | 10           | 11           | 12           | 13           | 14           | 15           | 16           | 17           | 18           |
| --------------- | --------- | --------- | ------------ | ------------ | --------- | --------- | ------------ | ------------ | ------------ | ------------ | ------------ | ------------ | ------------ | ------------ | ------------ | ------------ | ------------ | ------------ |
| RuPaul          | Huvudroll | Huvudroll | Huvudroll    | Huvudroll    | Huvudroll | Huvudroll | Huvudroll    | Huvudroll    | Huvudroll    | Huvudroll    | Huvudroll    | Huvudroll    | Huvudroll    | Huvudroll    | Huvudroll    | Huvudroll    | Huvudroll    | Huvudroll    |
| Merle Ginsberg  | Huvudroll | Huvudroll |              |              |           |           | Gäst         |              |              |              |              |              |              |              |              |              |              |              |
| Santino Rice    | Huvudroll | Huvudroll | Återkommande | Återkommande | Huvudroll | Huvudroll | Gäst         |              |              |              |              |              |              |              |              |              |              |              |
| Michelle Visage |           |           | Huvudroll    | Huvudroll    | Huvudroll | Huvudroll | Huvudroll    | Huvudroll    | Huvudroll    | Huvudroll    | Huvudroll    | Huvudroll    | Huvudroll    | Huvudroll    | Huvudroll    | Huvudroll    | Huvudroll    | Huvudroll    |
| Billy B         |           |           | Huvudroll    | Huvudroll    |           |           |              |              |              |              |              |              |              |              |              |              |              |              |
| Ross Mathews    |           |           |              | Gäst         |           |           | Återkommande | Återkommande | Återkommande | Återkommande | Återkommande | Återkommande | Återkommande | Återkommande | Återkommande | Återkommande | Återkommande | Återkommande |
| Carson Kressley |           |           |              |              |           |           | Återkommande | Återkommande | Återkommande | Återkommande | Återkommande | Återkommande | Återkommande | Återkommande | Återkommande | Återkommande | Återkommande | Återkommande |
| Ts Madison      |           |           |              |              |           |           |              |              |              |              |              |              | Gäst         | Gäst         | Återkommande | Återkommande | Återkommande | Återkommande |
| Law Roach       |           |           |              |              |           |           |              |              |              |              |              |              |              |              |              | Gäst         | Återkommande | Återkommande |

Sedan säsong 7 utgörs domarpanelen av RuPaul ackompanjerad av Michelle Visage, Ross Mathews och Carson Kressley. Visage rekryterades till programmet i början av säsong 3, medan Mathews och Kressley har hängt med sedan säsong 7. De två första säsongerna var Merle Ginsberg en av domarna, men lämnade showen i samband med att Visage gjorde entré. Santino Rice satt i panelen från första säsongen till slutet av säsong 6, och var sedan gästdomare under säsong 7. I de avsnitt Rice inte kunde medverka ersattes han av makeupartisten Billy Brasfield (mer känd som Billy B), Mike Ruiz, Jeffrey Moran (från Absolut Vodka) och Lucian Piane. I och med Brasfields många avsnitt som ersättningsdomare under tredje och fjärde säsongen, inklusive bägge säsongernas återträffsavsnitt, anses Rice och Billy B alternera om samma panelplats i dessa säsonger.
Juryns fyra domare får varje vecka sällskap vanligtvis två gästdomare. I denna skara har vi fått se kända profiler som Paula Abdul, Christina Aguilera, Pamela Anderson, Eve, Lady Gaga, Ariana Grande, Neil Patrick Harris, Kathy Griffin, Khloé Kardashian, La Toya Jackson, Adam Lambert, Demi Lovato, Bob Mackie, Rose McGowan, Olivia Newton-John, Rebecca Romijn, Sharon Osbourne, Dan Savage, John Waters, Michelle Williams och Candis Cayne.
Alla domare får delge sin upplevelse om de tävlandes bedrifter i veckans huvudutmaning samt deras catwalkpresentation innan RuPaul förklarar vilken dragdrottning som är veckans vinnare och vilka två som gjort sämst ifrån sig - de sistnämnda får sedan mima till en låt för av bevisa för RuPaul vem som bör stanna kvar i tävlingen.

## Säsonger
| Säsong | Premiär          | Final         | Vinnare                                   | Finalist(er)                                                | Antal tävlande | Antal avsnitt | "Miss Congeniality"                     |
| ------ | ---------------- | ------------- | ----------------------------------------- | ----------------------------------------------------------- | -------------- | ------------- | --------------------------------------- |
| 1      | 2 februari 2009  | 23 mars 2009  | BeBe Zahara Benet (Nea Marshall Kudi)     | Nina Flowers (Jorge Flores)                                 | 9              | 9             | Nina Flowers (Jorge Flores)             |
| 2      | 1 februari 2010  | 25 april 2010 | Tyra Sanchez (James Ross)                 | Raven (David Petruschin)                                    | 12             | 12            | Pandora Boxx (Michael Steck)            |
| 3      | 24 januari 2011  | 2 maj 2011    | Raja (Sutan Amrull)                       | Manila Luzon (Karl Westerberg)                              | 13             | 16            | Yara Sofia (Gabriel Ortiz)              |
| 4      | 30 januari 2012  | 30 april 2012 | Sharon Needles (Aaron Coady)              | Chad Michaels (Chad Michaels) Phi Phi O'Hara (Jaremi Carey) | 13             | 14            | Latrice Royale (Timothy Wilcots)        |
| 5      | 28 januari 2013  | 6 maj 2013    | Jinkx Monsoon (Jerick Hoffer)             | Alaska (Justin Honard) Roxxxy Andrews (Michael Feliciano)   | 14             | 14            | Ivy Winters (Dustin Winters)            |
| 6      | 24 februari 2014 | 19 maj 2014   | Bianca Del Rio (Roy Haylock)              | Courtney Act (Shane Jenek) Adore Delano (Danny Noriega)     | 14             | 14            | BenDeLaCreme (Benjamin Putnam)          |
| 7      | 2 mars 2015      | 1 juni 2015   | Violet Chachki (Jason Dardo)              | Pearl (Matthew James) Ginger Minj (Joshua Eads Brown)       | 14             | 14            | Katya (Brian McCook)                    |
| 8      | 7 mars 2016      | 16 maj 2016   | Bob the Drag Queen (Cristopher Caldwell)  | Kim Chi (Sang-young Shin) Naomi Smalls (Davis Heppenstall)  | 12             | 10            | Cynthia Lee Fontaine (Carlos Hernandez) |
| 9      | 24 mars 2017     | 23 juni 2017  | Sasha Velour (Alexander Hedges Steinberg) | Peppermint (Agnes Moore)                                    | 14             | 14            | Valentina (James Andrew Leyva)          |
| 10     | 22 mars 2018     | 28 juni 2018  | Aquaria (Giovanni Palandrani)             | Eureka O'Hara, Kameron Michaels                             | 14             | 14            | Monét X Change                          |
| 11     | 28 februari 2019 | 30 maj 2019   | Yvie Oddly (Jovan Bridges)                | Brooke Lynn Hytes                                           | 15             | 14            | Nina West                               |
| 12     | 28 februari 2020 | 29 maj 2020   | Jaida Essence Hall (Jared Johnson)        | Crystal Methyd Gigi Goode                                   | 13             | 14            | Heidi N Closet                          |
| 13     | 1 januari 2021   | 23 april 2021 | Symone (Reggie Gavin)                     | Kandy Muse                                                  | 13             | 16            | LaLa Ri                                 |
| 14     | 7 januari 2022   | 22 april 2022 | Willow Pill (Willow Patterson)            | Lady Camden                                                 | 14             | 16            | Kornbread Jeté                          |
| 15     | 6 januari 2023   | 14 april 2023 | Sasha Colby (Sasha Kekauoha)              | Anetra                                                      | 14             | 16            | Malaysia Babydoll Foxx                  |
| 16     | 15 januari 2024  | 19 april 2024 | Nymphia Wind                              | Sapphira Christál                                           | 14             | 16            | Sapphira Cristál, Xunami Muse           |
| 17     | 3 januari 2025   | 18 april 2025 | Onya Nurve                                | Jewels Sparkles                                             | 14             | 16            | Crystal Envy                            |

## Spinoffer
RuPaul's Drag U är en spinoff på RuPauls dragrace som går ut på att kvinnliga cispersoner tävlar genom att utforska och utveckla sin kvinnliga potential med drag som verktyg. De blir vägledda genom tävlingen av så kallade Drag Professors, bestående av tidigare tävlingsdeltagare från RuPauls dragrace. Då serien spelades in i Los Angeles, föll det sig så att professorerna främst var dragdrottningar bosatta i södra Kalifornien.
RuPauls dragrace: All Stars är en spinoff eller en vidareutveckling av samma program, där tidigare tävlande får återkomma till dragverkstaden och tävla mot varandra för att vinna en plats i Drag Race Hall of Fame. Fram till den 22 juni 2025 hade 9 säsonger av All Stars gått av stapeln med en tionde säsong pågående. Även en global All Stars säsong har skapats, med liknande tävlingsformat men med internationella tävlande från olika länders respektive dragrace säsonger.
RuPauls dragrace: UK är en fortsättning på tävlingsformatet och en breddning i den geografiska spridningen, som tidigare bara haft officiella säsonger i USA. Den första säsongen av Dragrace UK visades under hösten 2019 med premiär den 3 oktober på BBC Three via BBC iPlayer, samt på nätet genom dragrace-koncernens officiella app: Wow Presents Plus.
Utöver ovan nämnda spinoffer ingår nu även The Switch Drag Race (2015–2018), Drag Race Thailand (2018–pågående), Canada's Drag Race (2020–pågående), Drag Race Holland (2020–pågående), RuPauls Drag Race Down Under (2021–pågående), Drag Race España (2021–pågående), Drag Race Italia (2021–pågående) samt Drag Race Philipines (2021–pågående) inom Drag Race genren.

## Internationella sändningar

### Europa
- I Sverige har Rupauls dragrace sänts på Kanal 11. OUTTV visar åttonde säsongen med endast en veckas förskjutning från den amerikanska originalvisningen, med svensk premiär 15 mars 2016.
- RuPauls dragrace har även sänts i Danmark på kanal TV2-zulu, där de första två säsongerna har visats inom loppet av ett par veckor, däribland extramaterial av programmet.
- I Finland började programmet att sändas på TV Viisi under programtiteln Huippu- drag queen haussa ("Topp-drag queen sökes") den 18 november 2010 kl 20.00.[10]
- Sommaren 2009 visade TIMM – en tidigare gay-kanal från Tyskland  – den första säsongen varje  fredagkväll.[11]
- I Ungern visades programmet av FEM3 under namnet RuPaul – Drag Queen leszek! ("RuPaul – Jag ska bli Drag Queen!").[12]
- I Italien, sändes säsong 3 som "America's Next Drag Queen" på FOXlife med start 13 juli 2011 kl 21.55 med dialog dubbad till italienska.
- I Nederländerna har Out TV NL sänt alla tidigare säsonger i repris innan en ny säsong ska dra igång.
- I Storbritannien visades programmet först på E4, en brittisk underhållningskanal. Det första avsnittet visades onsdagen den 9 september 2009 kl 11:00 pm.[13] Säsong 2 följde under 2010. Då E4 valde att inte sända fler avsnitt, blev serien tillgänglig först på Netflix UK i december 2013.
- Säsongerna 1–10 finns på Netflix i Sydamerika.

### Amerika
- Serien visas av OUTtv i Kanada samtidigt som den sänds i USA. Även MusiquePlus sänder de första tre säsongerna.
- I Latinamerika hade den andra säsongen premiär i januari 2011, medan den första säsongen började sändas i maj. Tredje säsongen hade premiär den 5 april 2012 och slutade den 19  juli 2012. Serien sänds av VH1 Latin America.
- I Brasilien visade VH1 Brazil säsong 1 till 4 under namnet RuPaul e a Corrida das Loucas ("RuPaul och galna kvinnors race"), troligen uppkallad som en hyllning till filmen The Birdcage, som översattes till brasiliansk portugisiska som Gaiola das Loucas ("Fågelbur för galna kvinnor").

### Asien
- I Israel sändes programmet av yes stars Next under sommaren 2010.
- Till ära av Manila Luzon (en av deltagarna i TV-serien), sände Filippinerna säsong 3 på tv-bolaget Velvet torsdagar kl 22.00 som RuPaul's Drag Race: Untucked, direkt efter showen. Säsong 4 började sändas 17 april 2012[14]

### Oceanien
- I Australien visades den fjärde säsongen i början av 2013 på kabel-tv-bolaget LifeStyle YOU.[15] Dessutom började kanal SBS2 att sända första säsongen den 31 augusti 2013.[16]

### Afrika
- I Sydafrika sändes säsong 1 till 5 på kanalen VUZU med start 2011.